# Гаррі Поттер і келих вогню (відеогра)
Harry Potter and the Goblet of Fire — четвертий проєкт в серії ігор про Гаррі Поттера. Випуск був присвячений до виходу фільму кінокомпанії «Warner Brothers», заснованому на четвертій книзі британської письменниці Дж. К. Роулінг. Гаррі, Рон і Герміона повертаються, і гравці зможуть пережити всі найкращі епізоди фільму, починаючи від табору світового Турніру з Квідичу і закінчуючи дуеллю з Лордом Волдемортом.

## Геймплей
На початку кожного рівня гравець може вибрати будь-якого з трьох персонажів: Гаррі Поттера, Рона Візлі або Герміону Ґрейнджер. У гру можуть включитися до двох гравців, якщо доступні інші пристрої керування.

### Основний принцип
Гра сильно відрізняється від всіх інших ігор у серії. В основу геймплею закладений «збірний» принцип: для проходження на наступний рівень необхідно зібрати певну кількість предметів, у разі Harry Potter and the Goblet of Fire ці предмети — щити. У кожному рівні є, в середньому, 5-7 таких предметів, а також 10 щитків — зібравши їх усі гравець відкриває останній великий щит. Рівень закінчується однократним збором щита, але пройдений один раз рівень може бути переграний необмежену кількість разів (крім навчального). Іноді, в деяких місцях неможливо далі просунутися або взяти щит, тому що відповідна локація повинна відкритися при повторному проходженні або передбачається, що активні гравці пізніше повернуться, вивчивши нові заклинання.

### Рольова складова
Збираючи й відкриваючи нові бонуси (серед яких зникаючі картки й постійно мінливі малопомітні фіксовані об'єкти (можуть являти собою статую дракона, лопатку, водопровідний кран або гриб), знищуючи ворогів новими способами, а також прокачуючи відомі заклинання гравець підвищує загальний рівень всієї трійці персонажів. Користь від цього нововведення — відкриття нових карток, що мають різні варіації поліпшень (заклинання, здоров'я персонажів, «мстивість» і т. п.) значно допомагають в останніх і найважчих рівнях. Відкриті картки купуються за боби Берті Боттс («цукерки» в офіційній локалізації). Боби, крім «економічного» призначення, також можуть збільшувати здоров'я (червоні цукерки; крім них також здоров'я можуть покращувати гарбузові пиріжки й казанкові кекси) і заповнювати смужку «Магікуса Екстремуса» (сині цукерки).

### Система магії
Повністю була перероблена система магії — тепер гравець сам вільний вибирати тип закляття для боротьби з монстрами. Але, щоб ця функція не стала громіздкою, розробники обмежили використання деяких типів атак на монстрів. Наприклад, як варіант упокорення вогненних саламандр використовується гасіння їх за допомогою заклинання «Аква Ерукто», але проти ерклінгів, лісовиків, воно безглузде (водяне заклинання потрібне тільки для гасіння гарячих об'єктів), тому просто це заклинання проти них забирається. Таку систему можна назвати контекстно-залежною (це ж відноситься і до інтерактивного оточення).
Після заповнення смужки «Магікуса Екстремуса», можна тимчасово активувати суперрежим, де всі головні герої наносять в рази більші ушкодження, посилюються впливи службових заклинань.

## Вороги
Це перша гра в серії, де ворогів можна знищувати кількома способами, комбінуючи всього двома кнопками (контекстно-залежним і службовими заклинаннями). Болотників можна вбити простими магічними ударами й заклинанням «Орхідеус», можна підняти їх в повітря і використовувати «Орбіс» і т. п. Вибір типу атаки також залежить від того, оглушений противник чи ні.
- Ерклінги (шіплінги) — дерев'яні лісовики з шипами, які стріляють в гравця з трубок. Завжди намагаються відійти персонажа, щоб запустити черговий дротик.
- Болотники — плазуни, найшкідливіші істоти. Можуть боляче вкусити за ногу. Бувають двох видів — дрібні, яких вбити легко, і великі, яких вбити значно важче.
- *Вогненні краби (соплохвости) — великі монстри, що випускають вогонь з сопла, крім іншого здатні розігнатися і вдарити з розбігу.
- Вогненні саламандри — вискакують з «круглих» вогнищ, бувають двох видів — дрібні й великі. Дрібні атакують вогнем з пащі, а великі також здатні створювати навколо себе «хвилю» вогню, яка завдає значних ушкоджень. Поки вогнище не згашене, звідти будуть з'являтися нові саламандри.
- Джмелі-вампіри — небезпечні істоти, атакують з допомогою жала.
- Грінділоу — підводні істоти, зустрічаються у випробуванні на Чорному озері. Атакують здалеку зеленими кулями.
- Зачаровані скелети — скелети, підняті з могил Волдемортом. Завдають невеликі ушкодження.

## Прокльони й заклинання

### Прокльони (бойові закляття)
- Орбіс (Orbis) — «закопує живцем» супротивника під землю.
- Пуллюс (Pullus) — противник перетворюється на курку.
- Мелофорс (Melofors) — голова супротивника перетворюється на гарбуз
- Інфлатус (Inflatus) — противник надувається (як повітряна куля) і вибухає. Деякі противники перетворюються на повітряні кулі.
- Ебубліо (Ebublio) — противник перетворюється на водяні бульбашки.
- Орхідеус (Orhideous) — противник перетворюється на пелюстки орхідей.
- Авіфорс (Avifors) — противник перетворюється на зграю кажанів.
- Лапіфорс (Lapifors) — противник перетворюється на кролика.
- Вірмікулус (Wurmicullus) — противник перетворюється на хробака.
- Дакліфорс (Ducklifors) — противник перетворюється в качку для ванн.

### Службові заклинання
- Акціо (Accio) — притягує дрібні предмети: боби, щити й т. п.
- Вінгардіум Левіоса (Wingardium Leviosa) — переміщає предмети й ворогів по повітрю.
- Карпі Ретрактум (Carpe Retractum) — притягує до гравця об'єкти й ворогів.
- Аква Ерукто (Aqua Eructo) — гасить пожежі. Переважне закляття проти соплохвостів і саламандр.
- Гербівікус (Herbivicus) — вирощує рослину з насіння. Оглушуюче закляття проти ворогів, які живуть у теплиці.

## Ключові рівні
У ключових рівнях гравець керує одним лише Гаррі (крім навчального), і часто вони проходяться на час, а не заради бонусів. У результаті вручаються від одного до трьох великих щитів; якщо гравцеві не вдалося зібрати необхідну кількість щитів, то в будь-який час можна спробувати їх дістати.
- Напад на табір Чемпіонату Квідич — гравцеві необхідно вибратися з розпломіненого й оточеного Смертежерами табору, представляється гравцеві як навчальний рівень.
- Турнір Трьох Чарівників:
  - Завдання перше. Дракон — за гравцем женеться дракон. Гравець летить від нього, пролітаючи крізь боби й кільця прискорення, за можливості, не зачіпаючи перешкоди.
  - Завдання друге. Озеро — гравець пливе по дну озера в пошуках своєї пропажі, збираючи боби й вбиваючи грінділів.
  - Завдання третє. Лабіринт — гравець шукає в лабіринті прохід до Кубка Вогню, долаючи різні перешкоди.
- Волдеморт — після відродження Волдеморта гравець знищує скелети, які повстають з землі. Коли починається сутичка з Волдемортом і відбувається ефект «Пріорі Інкантатем», гравець продовжує захищатися від скелетів за допомогою цього з'єднання. Зрештою, Волдеморт зачаровує статую, яку гравець розбиває цим же з'єднанням.

## Управління
Стандартне управління — з клавіатури, якщо ж доступний геймпад, він стає пристроєм за замовчуванням. Гра використовує фіксоване стеження камери, тому аналогові стіки майже не використовуються, що добре впливає на сумісність з широким вибором систем. Крім кнопок стрілок (ступеня свободи), використовуються лише чотири кнопки — для заклинання «акціо» (притягування бонусів), контекстно-залежної кнопки, службових заклинань і активації суперрежиму «Магікус Екстремос».